# Mia Münster

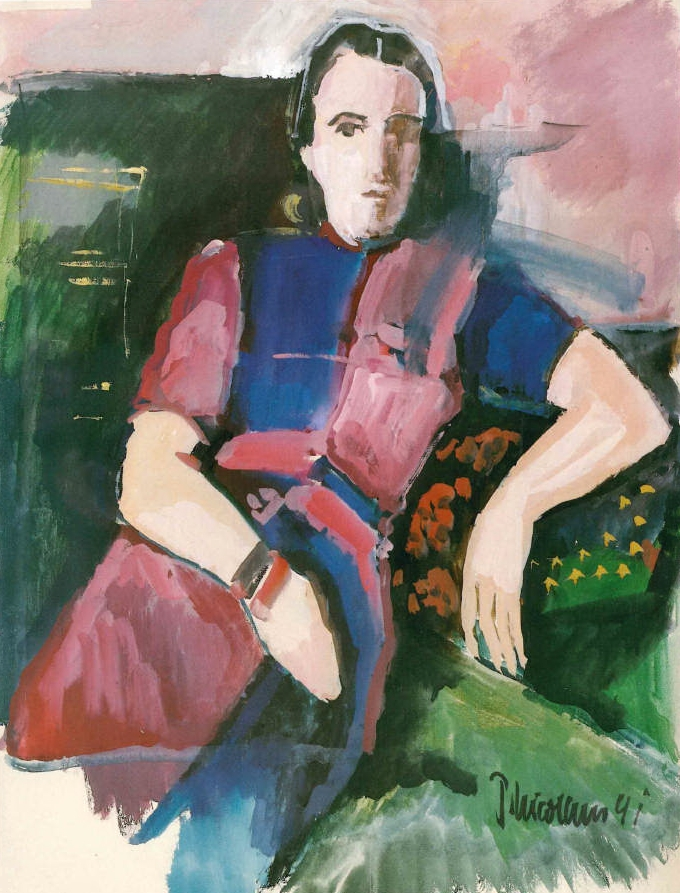
Porträt Mia Münsters von Paul Nicolaus, 1941

Mia Münster (* 1. April 1894 in St. Wendel; † 21. Mai 1970 Quierschied) war eine deutsche Bildende Künstlerin.

## Biografie
Mia Münster wurde als „Maria Gertrude Helene Münster“ im nordsaarländischen St. Wendel geboren und wuchs dort auf. Ihre Eltern waren der Gaswerksdirektor Karl MÜnster (1854–1908) und seine Ehefrau Gertrud Gunther (1856–1931). 1912 zog sie nach Düsseldorf und besuchte dort eine private Kunstschule. Bis 1919 nahm sie Privatunterricht bei den Saarbrücker Künstlern Otto Weil und Richard Wenzel. 1919 zog sie nach Halle um und studierte bis 1920 an der Kunstakademie in Leipzig. Danach verfolgte sie bis 1922 ein Studium an der Staatlichen Kunstgewerbeschule in München. Während dieser Zeit arbeitete sie an verschiedenen Zeitschriften mit, ebenso im „Moewe-Filmverlag“, der Trickfilmproduktionen erstellte.
1924 erhielt Münster einen Lehrauftrag an der soeben gegründeten Staatlichen Schule für Kunst und Kunstgewerbe in Saarbrücken. In den beiden Folgejahren studierte sie in Berlin an der Reimann-Schule, einer Privatschule für Dekoration und Gebrauchsgrafik. Danach lebte sie von 1926 bis 1928 wieder in St. Wendel. Von 1928 bis 1932 lebte sie in Berlin, anschließend kehrte sie wieder in ihre Heimatstadt zurück (Carl-Cetto-Straße 10). Dort ließ sie sich endgültig nieder und arbeitete und als freischaffende Künstlerin. Von 1940 an unternahm Münster zahlreiche Reisen nach Lothringen, Italien, Spanien und in unterschiedliche Regionen Frankreichs, von denen sie Eindrücke für ihre Malerei mitbrachte. Mia Münster blieb unverheiratet und starb 76-jährig in ihrer Heimatstadt St. Wendel.

## Werk
Mia Münster gehörte zu einer Generation von Künstlern, die in der Kunstgeschichte als die „Verschollene Generation“ eingegangen ist. Die Künstler dieser Generation wurden zwischen etwa 1890 und 1910 geboren. Sie wurden nicht oder weniger beachtet, weil im Kunstbetrieb der Zeit nach dem Zweiten Weltkrieg die gegenstandslose Kunst en vogue war; ältere Künstler, die noch figürlich arbeiteten, wurden in den Fachmedien kaum rezensiert.
Während ihrer Studienzeiten in Berlin und München verdiente sich Mia Münster ihren Lebensunterhalt mit der Anfertigung von Gebrauchsgrafiken. Sie entwarf Modezeichnungen und fertigte Entwürfe und Zeichnungen für Unterhaltungsmagazine (Die Dame, Ulk) und satirische Zeitschriften (Simplicissimus) an. Weiterhin zeichnete sie Entwürfe für extravagante Kostüme und Kleider, die zu bestimmten Festen, die in den „Goldenen Zwanzigern“ en vogue waren, passen mussten. Den Zeitgeist dieser Epoche, der anfangs von Ausgelassenheit, später von Verunsicherung und Verelendung geprägt war, hielt Münster in zahlreichen Zeichnungen, Aquarellen und Skizzen fest.
Nachdem sich die Künstlerin endgültig in St. Wendel niedergelassen hatte, widmete sie sich anderen Sujets. Ihr Zyklus „Lothringer Bilder“ entstand nach Reisen in das nahe Lothringen; sie stellen einen Höhepunkt in ihrem Schaffen dar. Nach dieser Phase folgte ein Bruch in ihrem künstlerischen Wirken. Den früheren figürlichen Arbeiten folgten vom Gegenständlichen befreite Abstraktionen, deren Formensprache (insbes. Kubismus) sie unter dem Eindruck zeitgenössischer Strömungen adaptierte.
Nach dieser Phase, etwa ab Anfang der sechziger Jahre, kam sie in Kontakt mit einer für sie neuen künstlerischen Technik, der Monotypie. Hier entwickelte sie einen eigenen, sehr feinen und die Abstraktion fortsetzenden Stil.

## Ehrungen – Würdigungen
- Nach der Künstlerin wurde das neu erbaute und 1989 eingeweihte „Mia-Münster-Haus“ in ihrer Heimatstadt benannt; es wurde auf die Privatinitiative des einheimischen Kunstmäzens und ehemaligen Inhabers der Globus SB-Warenhaus Holding, Dr. Walter Bruch, von der Stadt St. Wendel errichtet und beherbergt neben der städtischen Bibliothek das „Museum St. Wendel“ mit einer ständigen Ausstellung ihrer Arbeiten.
- Der Künstlerin zu Ehren wurde von der Stadt St. Wendel der „Mia-Münster-Preis“ geschaffen, mit dem Künstlerpersönlichkeiten aus der Region ausgezeichnet werden.

## Einzelausstellungen (Auswahl)
- 1964: St. Wendel
- 1969: Altes Rathaus, St. Wendel
- 1970: Galerie Elitzer, Saarbrücken
- 1977: Galerie im Zwinger, St. Wendel: Mia Münster-Gedächtnisausstellung
- 1980: Galerie Bosener Mühle, Bosen: Gedächtnisausstellung Mia Münster;
- 1984: Galerie im Hof, St. Wendel: Mia Münster anlässlich des 90. Geburtstages
- 1994: Museum im Mia-Münster-Haus, St. Wendel: Mia Münster zum 100. Geburtstag; Galerie im Hof (St. Wendel)
- 1995: Museum im Mia-Münster-Haus, St. Wendel
- 2000: Salzbrunnenhaus, Sulzbach: Mia Münster
- 2002: Museum im Mia-Münster-Haus, St. Wendel: Modezeichnungen der 20er Jahre
- 2010: Museum im Mia-Münster-Haus, St. Wendel: 180 Werke aus dem Nachlass

## Arbeiten im Öffentlichen Raum (Auswahl)
- 1953: Schule für Geistig Behinderte, Baltersweiler: Wandmalerei
- 1953/1954: Grund- und Ganztagsschule Rastpfuhl, Saarbrücken: Sgraffito
- 1955: Grundschule, St. Wendel-Bliesen: Wandbild
- 1956: Hauswirtschaftliche Schule (Freisen): Wandbild
- 1957: Grundschule, St.Wendel-Oberlinxweiler: Wandbild
- 1958: Dr. Josef-Bruch-Schule, St. Wendel: Säule und Wandgestaltung
- 1960: Grundschule, Grügelborn: Wandbild
- 1960: Grundschule, Schwarzenacker: Wandbild
- 1961: Grundschule, Bosen: Mosaikwand
- 1962: Nikolaus-Obertreis Schule, St. Wendel: Wandgestaltung (Mosaik)
- 1962: Nikolaus-Obertreis Schule, St. Wendel: Buntglasfenster
- 1963: Grundschule, Roschberg: Wandgestaltung
- 1964: Wingertschule, St. Wendel: Wandmalerei
- 1964: Grund- und Hauptschule, Eiweiler: Wandgestaltung
- 1964: Landratsamt, großer Sitzungssaal, St. Wendel: Wandgestaltung
- 1966: Grundschule, Oberkirchen: Wandmosaik und Buntglasfenster
- 1966: Grundschule, Furschweiler: Glasmosaike
- 1968/1969: Verwaltungsgebäude des Globus-Handelshofes, St. Wendel: Wandmalerei